# 신비아파트: 금빛 도깨비와 비밀의 동굴
《신비아파트: 금빛 도깨비와 비밀의 동굴》은 대한민국의 애니메이션 신비아파트 시리즈의 첫 번째 극장판이다. 2018년 1월에 열린 2018 CJ E&M 애니메이션 사업부 사업설명회에서 처음으로 공개되었으며, 2018년 7월 25일에 개봉했다.

## 시놉시스
100년이 넘은 신비아파트에 살고 있는 '하리', '두리' 남매와 102살 도깨비 '신비'는 우연히 숲 속에 숨겨진 비밀의 동굴을 발견한다. 동굴의 힘에 휩쓸려 22년 전 과거, 1996년으로 가게 된 '하리', '두리', '신비'는 아파트가 사라진 마을에서 어린 시절의 엄마 '유지미'를 만난다. '유지미'의 보물지도를 따라 함께 모험을 떠나게 된 '하리', '두리', '신비'는 금빛 도깨비 '금비'를 만나게 되고, 이들은 함께 오싹한 모험을 시작하는데...!

시놉시스

## 성우진
- 조현정: 신비
- 김영은: 구하리
- 김채하: 구두리
- 심규혁: 김현우
- 신용우: 최강림
- 여민정: 이가은
- 최재호: 구인남
- 이소은: 유지미
- 양정화: 금비
- 김율: 지미 어린시절
- 민응식: 진명
- 김지율: 영환
- 이상호: 민석
- 김도희: 90년대 여자1
- 유영: 90년대 여자2
- 홍승효: 아저씨1
- 김다올: 아저씨2
- 김신우: 오프닝 귀신
- 정유정: 분식집 아줌마

## OST
[잘 다녀왔습니다 - [이라온]
작사: 김진아
작곡: 강민국, Studio EIM
편곡: 강민국, 임현지

## 평가
여름, 아동 시장에 맞춰 제대로 기획된 오싹 판타지
인기 TV 애니메이션 <신비 아파트> 시리즈의 극장판. 아파트를 무대로 했던 TV판과 달리 동굴로 무대를 옮겨 확장했지만 매력 포인트인 ‘오싹 판타지’의 정서는 고스란히 유지한다. 1990년대로 돌아가 하리, 두리 남매의 엄마 유지미의 어린 시절을 중심으로 펼쳐지는 모험담. 과거로 시간여행을 한 만큼 복고풍 매력도 물씬 풍긴다. 악귀, 괴물 들쥐 등 아이들의 눈높이에 맞춘 호러. 딱 불쾌하지 않을 만큼 무섭도록 수위 조절에 신경 썼다. 작화도 준수한 편.

송경원 (씨네21) | ★★★

## 같이 보기
- 대한민국의 애니메이션